# Dresden Clean Energy Center

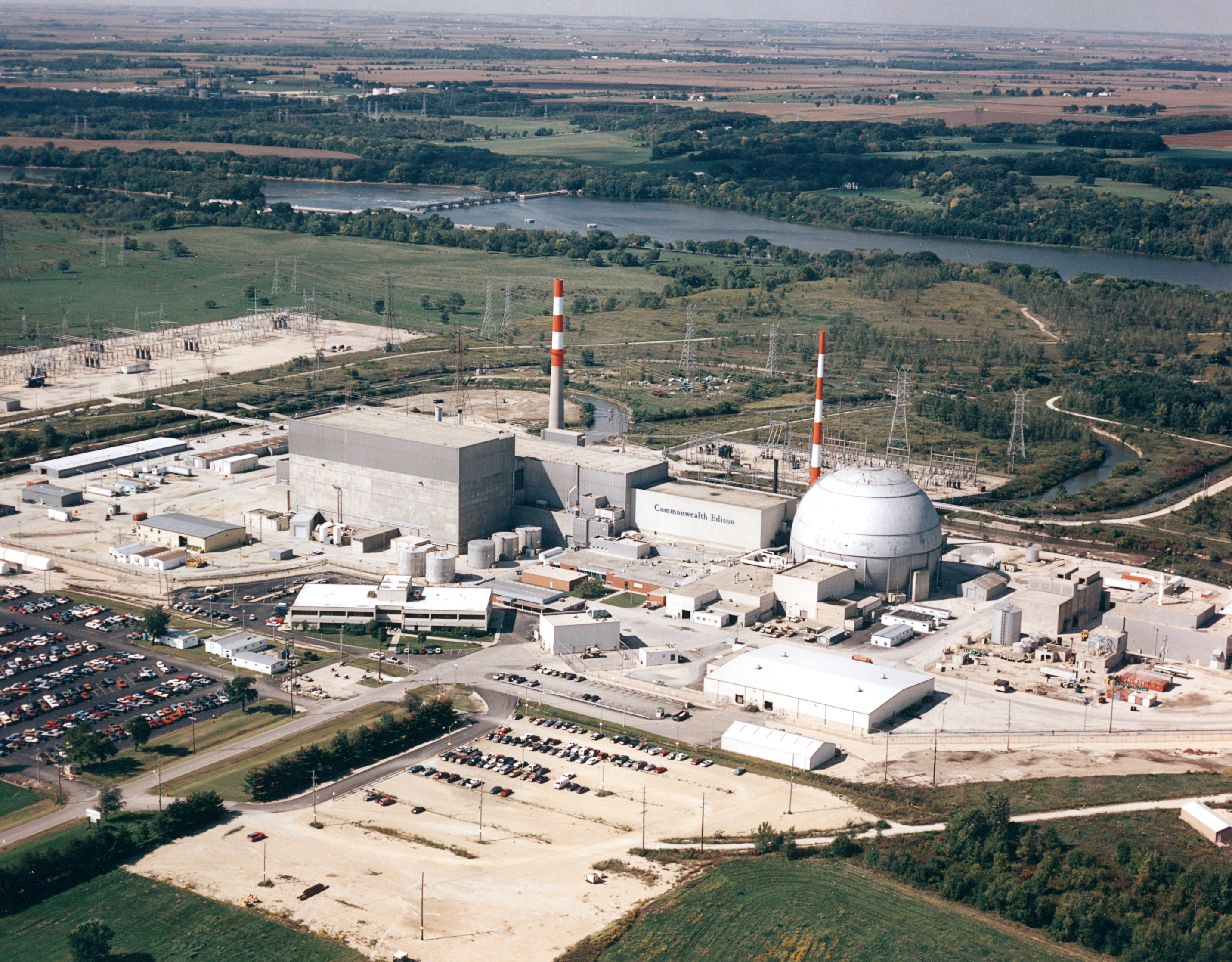
Dresden Clean Energy Center, okänt år.

Dresden Clean Energy Center är ett kärnkraftverk med två aktiva kärnreaktorer och en nedlagd kärnreaktor som kan producera maximalt 1 845 megawatt (MW) elektricitet, vilket motsvarar elektricitet för omkring 1,4 miljoner bostäder. Kärnkraftsanläggningen ligger på ett 386 hektar (953 acre) stort område i Morris, Illinois i USA. Dresden ägs till 100% av Constellation Energy.
Kärnkraftverket fick sin första reaktor i drift i juli 1960 men den avvecklades i slutet av oktober 1978. De två reaktorer som fortfarande är aktiva kom i drift den 13 april 1970 respektive 22 juli 1971.